# Warhammer 40.000: Fire Warrior
Warhammer 40,000: Fire Warrior è un videogioco ispirato a Warhammer 40.000, disponibile per PlayStation 2 e per PC. È stato sviluppato dalla Kuju Entertainment ed è stato pubblicato nel settembre 2003.
Il gioco è uno sparatutto in prima persona, nel quale il giocatore assume il ruolo di un Guerriero del Fuoco Tau, Kais, nel tentativo di salvare il suo leader e di difendere la sua razza dall'aggressivo Imperium e dalle forze malvagie del Caos.

## Modalità di gioco
Il gioco è composto da 21 livelli ambientati in vari scenari dell'universo di Warhammer 40.000. Sono presenti una gran varietà di armi Tau ed Imperiali, ma solo due armi per volta possono essere trasportate, una delle quali deve essere Tau. Oltre a queste, il giocatore è armato di granate e di una spada, e può utilizzare armi come il fucile a rotaia (l'arma da fuoco più potente del gioco), il cannone a raffica, e molti altri tipi di armi imbracciabili (nessun veicolo è accessibile nel gioco).
La storia si sviluppa nell'arco di 24 ore. Kais incontra molti avversari, come Dreadnought, Space Marine, Space Marine del Caos, e Guardia Imperiale ed almeno un Principe Demone.
Esiste anche una modalità multiplayer consistente in Deathmatch, Team Deathmatch e Cattura la Bandiera. Sono incluse 8 mappe per il multiplayer nel gioco, con il Deathmatch, Team Deathmatch e Cattura la Bandiera con le proprie.

## Personaggi importanti
- Kais: il protagonista. Il gioco è il primo giorno di battaglia per Kais, dunque il primo livello è chiamato prova del fuoco.
- Governatore Severus: Il Governatore del pianeta Dolumar IV. Si schiera con il Demone del Caos Tarkh'ax.  È ucciso da Kais, ed il suo corpo è usato come ospite dal demone.
- Ammiraglio Constantine: Il capitano della nave Imperiale che attacca i Tau nel tentativo di ricatturare l'Etereo dopo che Kais lo soccorre. La sua forza d'abbordaggio è respinta, ed i Tau lanciano un'azione di contrattacco, nella quale Kais attacca infine il ponte e quasi cattura l'Ammiraglio. È più tardi catturato dal Governatore Severus e dai Predicatori, e vive quel poco sufficiente per avvisare Kais prima di trasformarsi in una Progenie del Caos.
- El'Lusha: Il Comandante della forza Tau. Guida Kais nella prima metà del gioco. Nel romanzo, guida un'armatura Crisis e la sua squadra facilita la sconfitta del Demone.
- Ardias: Capitano della terza compagnia del Capitolo degli Ultramarine. Salva l'Ammiraglio quando Kais attacca il ponte, e più tardi viola le comunicazioni di Kais in modo da dirigerlo attraverso la seconda metà del gioco per combattere l'incursione del Caos. Nel romanzo, combatte anche contro Tarkh'ax nel tempio del Caos. Ironicamente Ardias venne ucciso più tardi combattendo i Tau nella rappresaglia di Joran nel 745.M41.
- Ko'Vash: È un etereo Tau catturato dagli Space marine e salvato da Kais.

## Romanzo
Nell'ottobre 2003 la Black Library ha pubblicato una versione romanzata del gioco con lo stesso titolo (Spurrier, 2003). Il libro approfondisce la trama del gioco in un dettaglio maggiore, così come offre una visione più vicina alla cultura Tau.

## Accoglienza
La rivista Play Generation diede alla versione per PlayStation 2 un punteggio di 82/100, trovando fluidità, rigore e atmosfera come le parole d'ordine di un titolo che con un po' di coraggio e varietà in più sarebbe stato un must.